# Андор Ґабор
Андор Ґабор (угор. Andor Gábor; нар. 24 січня 1884, Уйнеппуста — пом. 21 січня 1953, Будапешт) — угорський поет, перекладач та драматург. Лавреат Державнох премія Угорщини ім. Л. Кошута (1953).

## Життєпис
Народився 24 січня 1884 року на заході сучасної Угорщини в містечку Уйнеппуста, нині село у медьє Шомодь.
Член комуністичної партії Угорщини з 1919 року. Брав участь в угорській революції 1918—1919 років. Керував театрами Угорської радянської республіки. Після поразки революції був заарештований. У 1920 році емігрував, мешкав в Австрії, Німеччині, а з 1933 по 1945 рік у СРСР.
У 1945 році повернувся в Угорщину, де став першим головним редактором гумористичного журналу «Ludas Matyi».
Помер 20 січня 1953 року в Будапешті. Похований на цвинтарі Керепеші.

## Творчість
Літературну діяльність розпочав у 1900 році. Автор п'єс «Вперед» (1914), «Красуня» (1916), «Принц» (1918), драма «Паліка» (1916), комедія «Американський дядечко». Також писав тексти пісень, куплети, лібрето для оперет Альберта Сірман, скетчі. Ґабор переклав на угорську мову п'єси «Єгор Буличов та інші», «Російське питання».
У 1939 році в часописі «Új Hang» («Новий голос») опублікував у власному перекладі уривок з поеми «Єретик» Тараса Шевченка, вірші «Породила мене мати», «Утоптала стежечку», «І багата я», «Ой чого ти почорніло», «Гімн черничий». Останні три та вірш «Якби мені черевики» увійшли до угорського видання «Kobzos» (Budapest, 1961) Тараса Шевченка. Переклад «Заповіту» опублікував у газеті «Új Szó» («Нове слово», 1948, № 58).
Українською мовою окремі твори Ґабора переклали Г. Касьяненко, В. Густі, К. Бібіков.